# Museo etnografico Francesco Bande
Il Museo etnografico Francesco Bande (o anche circolo folkloristico), situato nella città di Sassari, prende il nome da Francesco Bande, noto organettista.
Il museo raccoglie una collezione di antichi abiti e costumi di ogni parte della Sardegna, oltre che una raccolta di strumenti antichi tradizionali e organetti diatonici, alcuni dei quali appartenuti allo stesso Bande.